# Muriel Hurtis
Muriel Hurtis, née le 25 mars 1979  à Bondy en Seine-Saint-Denis, est une athlète française spécialiste du sprint. 
Championne du monde du relais 4 × 100 mètres en 2003, elle détient le record de France du 4 × 100 m avec Christine Arron, Patricia Girard et Sylviane Félix en 41 s 78.

## Biographie
De parents guadeloupéens, Muriel Hurtis est née à Bondy. Elle mesure 1,80 m pour environ 68 kg.
Elle découvre l'athlétisme en Seine-Saint-Denis et devient championne de France minime UNSS sur 150 m. Elle intègre ensuite le Racing club de France. En 1998, Muriel Hurtis devient championne du monde du 200 m et vice-championne du monde avec le relais 4 × 100 m lors des Championnats du Monde Juniors d'Annecy. L'année d'après, en 1999, elle s'adjuge le record de France du 200 m en salle (22 s 84) et quitte le Racing club de France. Au mois d'août 1999 à Séville aux Championnats du Monde elle réalise 22 s 31 au 200 m et participe au relais 4 × 100 mètres qui obtient la médaille d'argent.
En 2001, elle obtient une nouvelle médaille d'argent avec le relais lors des mondiaux d'Edmonton. La saison suivante est la saison des succès : elle remporte le titre européen lors des Championnats d'Europe en salle de Vienne. Lors de la saison estivale, elle remporte le titre européen à Munich, l'autre sprinteuse du groupe d'entraînement de Guy Ontanon, Sylviane Félix remportant pour sa part la médaille de bronze. Toutes deux participent également activement à la victoire dans le relais.

### Championne du monde en salle (200 m) et en plein air du 4 x 100 m
L'année 2003 débute par une nouvelle médaille individuelle lors des mondiaux en salle de Birmingham. Le 20 mai 2005, elle hérite de la médaille d'or du 200 m en salle des Championnats du Monde à Birmingham en 2003. La Française, deuxième de la course, bénéficie de la condamnation de Michelle Collins pour dopage. Pour les mondiaux de Paris qui se déroulent au Stade de France, elle termine quatrième sur le 200 mètres. Elle récupèrera plus tard la médaille de bronze après la disqualification pour dopage de Kelli White.
L'année suivante constitue un échec sur le plan individuel : elle échoue en qualification lors des Jeux olympiques de 2004 à Athènes - elle était alors en début de grossesse. Toutefois, elle remporte une nouvelle médaille avec les filles du relais.
Suit ensuite une interruption pour mettre au monde son fils. Après la naissance de celui-ci, elle rejoint dans le Var son ancien entraîneur Jacques Piasenta, entraîneur qu'elle avait dû quitter lors de la retraite de celui-ci.
En 2005, elle se marie avec le chanteur K-mel du groupe Alliance Ethnik qui est le père de son premier enfant. 
Au niveau des entraînements la reprise est plus compliquée qu'elle ne le pensait et elle échoue en demi-finale lors des Championnats d'Europe 2006. Lors du relais, les Françaises abandonnent en finale en raison de la blessure d'Adrianna Lamalle.
Pour l'année 2007, Muriel Hurtis-Houairi semble retrouver son meilleur niveau. Elle remporte tout d'abord la Coupe d'Europe puis réalise assez tôt dans la saison les minima qualificatifs pour les mondiaux d'Osaka. Enfin, lors des Championnats de France, elle réalise en série un temps de 22 s 38, à seulement 7 centièmes de sa meilleure performance établie en quart de finale des mondiaux 1999.
Elle est sélectionnée en équipe de France aux Championnats du monde en août 2007. Elle remporte sa série en 22 s 83 devant Kim Gevaert, elle termine cependant 5e de son quart de finale en 22 s 86. Seules les quatre premières accédant aux demi-finales, Muriel est donc éliminée, ratant sa qualification pour 5 centièmes. Qualifiée pour les Jeux olympiques de 2008 à Pékin, Muriel Hurtis signera des chronos convaincants : 22 s 72 en série, 22 s 89 en quart de finale et 22 s 71 en demi-finale. Cinquième de sa demi-finale, elle échoue à 10 centièmes de la qualification pour la finale.
En 2009, lors des Championnats de France, Muriel termine 3e du 200 m en 23 s 38 et 2e du 100 m en 11 s 60. N'ayant pas réussi les minima, elle ne participe pas aux Championnats du monde 2009.
Elle a eu pour entraîneurs successifs : Aïssa Ben Youcef, Georges Salom, Pierre Bonvin, Jacques Piasenta, Guy Ontanon, puis à nouveau Jacques Piasenta, et enfin Bruno Gajer depuis 2011.

### Médaille de bronze mondiale (2013), titre européen et retraite (2014)
En 2013, Muriel Hurtis participe aux championnats du monde d'athlétisme de Moscou. Non engagée en individuelle, elle concourt sur le relais 4 × 400 m. Elle participe aux séries, au côté de Marie Gayot, Phara Anacharsis et Floria Guei. Les Françaises terminent 3e et se qualifient au temps. En finale, Marie Gayot prend un bon départ, Lénora Guion-Firmin réussit à placer les Françaises en 3e position. Muriel Hurtis tente de conserver la 3e place mais craque et donne le témoin à Floria Gueï en 4e position. Les Françaises finiront avec une excellente 4e position derrière la Russie, les États-Unis et la Grande-Bretagne. Finalement, les Françaises récupéreront la médaille de bronze en 2017 à la suite de la disqualification de l'équipe Russe pour cas de dopage. L'IAAF annonce le 26 juillet 2017 qu'une cérémonie pour remettre la médaille aura lieu le 4 août 2017 pendant les Championnats du monde de Londres.
Le 17 août 2014, elle remporte la médaille d'or du relais 4 × 400 m en finale des Championnats d'Europe de Zurich, en 3 min 24 s 27, en compagnie de Marie Gayot, Agnès Raharolahy et Floria Guei et achève ainsi sa carrière sur un titre continental.

### Après carrière
Depuis 2015 et sur décision du gouvernement, elle a été désignée comme conseillère au CESE jusqu'en 2020.
En septembre 2016, Muriel Hurtis devient ambassadrice du label Le Sport Pour Valeur du Crédit Agricole Alpes Provence.
Muriel fait partie du collectif des Champions de la Paix de Peace and Sport, regroupant des athlètes de haut niveau engagés personnellement en faveur du mouvement de paix par le sport. En 2016, elle est la marraine de la première promotion des « Ateliers Sportifs » à Melun. A cette occasion elle a transmis toute son expérience ainsi que les valeurs positives que le sport lui a inculqué. La championne du monde d’athlétisme a ainsi pu expliquer son parcours de vie et inspirer l’ensemble des participants.
En 2016, elle intègre l'équipe de football américain féminine des Argonautes d'Aix-en-Provence.
En 2017, elle met au monde son deuxième enfant Gabriel. 
Elle est nommée Chevalier de la Légion d'honneur lors de la promotion du Nouvel An 2018.

## Palmarès

### International
| Date | Compétition                       | Lieu        | Résultat | Épreuve   | Temps         |
| ---- | --------------------------------- | ----------- | -------- | --------- | ------------- |
| 1997 | Championnats d'Europe juniors     | Ljubljana   | 2e       | 200 m     | 23 s 36       |
| 1997 | Championnats d'Europe juniors     | Ljubljana   | 4e       | 4 × 100 m | 44 s 59       |
| 1998 | Championnats du monde juniors     | Annecy      | 1re      | 200 m     | 23 s 22       |
| 1998 | Championnats du monde juniors     | Annecy      | 2e       | 4 × 100 m | 44 s 07 NJR   |
| 1999 | Coupe d'Europe                    | Paris       | 3e       | 200 m     | 22 s 83       |
| 1999 | Coupe d'Europe                    | Paris       | 1re      | 4 × 100 m | 42 s 90       |
| 1999 | Championnats d'Europe espoirs     | Göteborg    | 2e       | 200 m     | 22 s 85       |
| 1999 | Championnats d'Europe espoirs     | Göteborg    | 1re      | 4 × 100 m | 43 s 39       |
| 1999 | Championnats du monde             | Séville     | 2e       | 4 × 100 m | 42 s 06 NR    |
| 2000 | Championnats d'Europe en salle    | Gand        | 1re      | 200 m     | 23 s 06       |
| 2000 | Coupe d'Europe                    | Gateshead   | 1re      | 200 m     | 22 s 70       |
| 2000 | Coupe d'Europe                    | Gateshead   | 1re      | 4 × 100 m | 42 s 97       |
| 2001 | Championnats du monde en salle    | Lisbonne    | 5e       | 200 m     | 23 s 63       |
| 2001 | Championnats du monde             | Edmonton    | 2e       | 4 × 100 m | 42 s 39       |
| 2002 | Championnats d'Europe en salle    | Vienne      | 1re      | 200 m     | 22 s 52       |
| 2002 | Coupe d'Europe                    | Annecy      | 1re      | 100 m     | 10 s 96       |
| 2002 | Coupe d'Europe                    | Annecy      | 1re      | 200 m     | 22 s 75       |
| 2002 | Coupe d'Europe                    | Annecy      | 1re      | 4 × 100 m | 42 s 41       |
| 2002 | Championnats d'Europe             | Munich      | 1re      | 200 m     | 22 s 43       |
| 2002 | Championnats d'Europe             | Munich      | 1re      | 4 × 100 m | 42 s 46       |
| 2002 | Coupe du monde des nations        | Madrid      | 1re      | 200 m     | 22 s 51       |
| 2003 | Championnats du monde en salle    | Birmingham  | 1re      | 200 m     | 22 s 54       |
| 2003 | Coupe d'Europe                    | Florence    | 3e       | 200 m     | 22 s 89       |
| 2003 | Coupe d'Europe                    | Florence    | 1re      | 4 × 100 m | 42 s 62       |
| 2003 | Championnats du monde             | Saint-Denis | 3e       | 200 m     | 22 s 59       |
| 2003 | Championnats du monde             | Saint-Denis | 1re      | 4 × 100 m | 41 s 78 NR    |
| 2003 | Finale mondiale                   | Monaco      | 1re      | 200 m     | 22 s 41       |
| 2004 | Championnats du monde en salle    | Budapest    | 5e       | 60 m      | 7 s 17        |
| 2004 | Coupe d'Europe                    | Bydgoszcz   | 1re      | 200 m     | 22 s 78       |
| 2004 | Coupe d'Europe                    | Bydgoszcz   | 1re      | 4 × 100 m | 42 s 41       |
| 2004 | Jeux olympiques                   | Athènes     | 3e       | 4 × 100 m | 42 s 54       |
| 2007 | Coupe d'Europe                    | Munich      | 1re      | 200 m     | 22 s 83       |
| 2007 | Coupe d'Europe                    | Munich      | 2e       | 4 × 100 m | 43 s 09       |
| 2007 | Finale mondiale                   | Stuttgart   | 1re      | 200 m     | 22 s 73       |
| 2008 | Coupe d'Europe                    | Annecy      | 1re      | 200 m     | 22 s 75       |
| 2008 | Finale mondiale                   | Stuttgart   | 8e       | 200 m     | 23 s 43       |
| 2010 | Championnats d'Europe par équipes | Bergen      | 2e       | 4 × 100 m | 43 s 47       |
| 2010 | Championnats d'Europe par équipes | Bergen      | 5e       | 4 × 400 m | 3 min 29 s 72 |
| 2010 | Championnats d'Europe             | Barcelone   | 7e       | 400 m     | 52 s 05       |
| 2010 | Championnats d'Europe             | Barcelone   | 6e       | 4 × 400 m | 3 min 28 s 11 |
| 2011 | Championnats d'Europe en salle    | Paris       | 3e       | 4 × 400 m | 3 min 32 s 16 |
| 2011 | Championnats d'Europe par équipes | Stockholm   | 7e       | 400 m     | 52 s 19       |
| 2011 | Championnats d'Europe par équipes | Stockholm   | 8e       | 4 × 100 m | 3 min 31 s 13 |
| 2011 | DécaNation                        | Nice        | 2e       | 400 m     | 53 s 22       |
| 2012 | Jeux olympiques                   | Londres     | 5e       | 4 × 400 m | 3 min 25 s 92 |
| 2012 | DécaNation                        | Albi        | 2e       | 400 m     | 52 s 45       |
| 2013 | Championnats d'Europe en salle    | Göteborg    | 4e       | 4 × 400 m | 3 min 28 s 71 |
| 2013 | Championnats du monde             | Moscou      | 3e       | 4 × 400 m | 3 min 24 s 41 |
| 2014 | Championnats d'Europe             | Zurich      | 1re      | 4 × 400 m | 3 min 24 s 27 |

### National
- Championnats de France d'athlétisme :
  - Plein air : vainqueur du 200 m en 2002, 2007 et 2008 ; du 400 m en 2010, 2011 et 2012
  - Salle : vainqueur du 200 m en 1999, 2002, 2003

Autres : 
- Championnat de France cadets : 
  - en salle : vainqueur du 200 m en 1996

## Records
| Épreuve | Épreuve   | Temps               | Lieu       | Date            |
| ------- | --------- | ------------------- | ---------- | --------------- |
| 60 m    | En salle  | 7 s 09              | Liévin     | 23 février 2003 |
| 100 m   | Plein air | 10 s 96 (+ 0,4 m/s) | Annecy     | 22 juin 2002    |
| 100 m   | En salle  | 11 s 28             | Tampere    | 4 février 2002  |
| 200 m   | Plein air | 22 s 31 (+ 1,1 m/s) | Séville    | 24 août 1999    |
| 200 m   | En salle  | 22 s 49             | Birmingham | 14 mars 2003    |
| 400 m   | Plein air | 51 s 41             | Castres    | 20 juillet 2010 |
| 400 m   | En salle  | 52 s 71             | Metz       | 24 février 2013 |

### Records de France
- Seniors:
  - 4 × 100 m : 42 s 06 (1999)
  - 4 × 100 m : 41 s 78 à Paris Saint-Denis (2003)
- Juniors:
  - 200 m : 22 s 84, puis 22 s 76 à Dijon (1998)
- Espoirs:
  - 200 m : 22 s 31 à Séville (1999)

## Distinctions
- Chevalier de la Légion d'honneur (décret du 31 décembre 2018)[7]